# Pereira (Colômbia)
Pereira é a capital do departamento (província) de Risaralda, Colômbia, às margens do rio Otún.  Tem uma população de  482.648 habitantes e 800.000 na sua área metropolitana, aproximadamente; encontra-se na região centro-ocidente do país, no vale do río Otún na  Cordillera Occidental dos Andes colombianos; fica a 359 Km da capital da República; sua área municipal e de 702 km²; limita ao norte com os municípios de La Virginia, Marsella e Dosquebradas, no leste com Santa Rosa de Cabal e o departamento de Tolima, no sul com os departamentos de Quindío e Valle del Cauca, no ocidente oeste com o município de Balboa e o departamento do Valle del Cauca.  É a maior e a mais desenvolvida das cidades do eixo cafeeiro eje cafetero e, devido ao seu crescimento industrial nos últimos anos, tem chegado a ser a sétima maior cidade do país.
Seu mercado comercializa os produtos da região: café, gado, cana-de-açúcar, cacau e milho. É sede universitária. Foi fundada em 1863. População (segundo estimativas de 1993), 341.400 habitantes.